# Otterburg
Die Otterburg ist der Rest einer Höhenburg bei 324 m ü. NN auf dem Schlossberg über der Abteikirche Otterberg in der Stadt Otterberg im Landkreis Kaiserslautern in Rheinland-Pfalz.
Die frühmittelalterliche Burg die einer karolingisch/ottonischen Wehranlage ähnelte wurde vermutlich 1116 erobert und 1144 erstmals als „castro Oterburc“ erwähnt. 1145 wurde die Burg in ein Zisterzienserkloster umgewandelt. Als ehemalige Besitzer werden die Herren von Kesselberg genannt. Von der ehemaligen Burganlage sind nur noch geringe Wall- und Mauerreste erhalten.